# Abstract Rude
Abstract Rude, bürgerlich Aaron Pointer, ist ein Rapper aus Los Angeles. Er ist der MC der Gruppe Abstract Tribe Unique (bestehend aus ihm, Zulu (Tänzer / Drums), DJ Drez (Beats) und Fat Jack (Produzent), sowie einem Mitglied der Formationen The A-Team (zusammen mit Aceyalone), Haiku D’Etat (zusammen mit Aceyalone und Mykah-9) und Codename:Scorpion (zusammen mit Prevail und Moka Only).

## Künstlerischer Werdegang
Schon seit frühester Kindheit interessierte sich Abstract Rude für Schwarze Musik, wie Blues, Jazz, Soul, Funk, Groove, Reggae, RNB und mit der Zeit auch für Hip-Hop.
Anfänglich schrieb er nur für sich und seine Freunde Rap-Lyrics, doch in den frühen 90er Jahren fing er an, auch in dem nahe gelegenen Project Blowed aufzutreten. Dort lernte er u. a. Zulu und DJ Drez kennen, die unter dem Namen Tribe Unique als Tänzergruppe bekannt waren. Da beide von seinem Talent als MC überzeugt waren, schlossen sie sich mit ihm zusammen und formierten so Abstract Tribe Unique (oft auch mit ATU abgekürzt). Mit der Zeit erregte Abstract Rude auch die Aufmerksamkeit von Fat Jack, einem bekannten Independent-Produzenten. Auch er schloss sich ATU an und produzierte fast alle zukünftigen Alben und weiteren Releases der Gruppe.
1995 war Abstract Rude ausführender Produzent des Project Blowed-Tapes, welches als eine Art Sampler der Project Blowed Künstler, wie etwa Freestyle Fellowship und CVE, diente. Abstract Rude steuerte auch einige Features selbst bei und war ebenfalls in einigen Solo-Tracks auf dem Tape vertreten. Es wird angenommen, dass er zu diesem Zeitpunkt enge Kontakte mit Aceyalone knüpfte. Später sollten die beiden einst als „The A-Team“ mehrere Tracks zusammen aufnehmen und sogar ein ganzes Album (Who Framed The A-Team) herausbringen.
1997 erschien die erste LP von ATU bei Ocean Floor Records, Underground Fossils, welche schon in kleinen Untergrundkreisen für große Aufmerksamkeit sorgte. Darauf folgte 1998 das Album Mood Pieces, das sich vor allem durch die an Ambient und Soul erinnernden Beats auszeichnete und bei MassMen Records erschien. Im selben Jahr erschien ebenfalls South Central Thynk Taynk bei Ocean Floor Records, welches dieses Konzept weiter fortsetzte und von Kritikern und Fans des Alternative Hip-Hop gleichermaßen gelobt wurde.
Im Jahre 2000 war Abstract Rude auf der Cater to the DJ-Compilation von Fat Jack vertreten und brachte zusammen mit Aceyalone als The A-Team das Album Who framed the A-Team heraus. 2001 wurde das nächste ATU-Album mit dem Namen P.A.I.N.T. auf BattleAxe Records veröffentlicht. Dieses Album wird von vielen Fans Heutzutage noch als Höhepunkt in Sachen Kreativität, Atmosphäre und lyrischer Vielfalt von ATU betrachtet.
2003 erschien dann das bislang letzte Album von ATU genannt Showtyme danach folgten von 2002 bis 2004 die drei Alben Making Tracks, Making More Tracks und Still Making Tracks von Abstract Rude, die unveröffentlichte Songs sowie Songs, die auf keinem regulären ATU-Album erschienen sind, von ihm beinhalteten. 2005 produzierte Abstract Rude zusammen mit dem deutschen MC Taktloss die These Walls EP, die auf FDB Rekords erschien und weltweite Tyrannei und Unterdrückung thematisierte. Für 2007 wurde ein neues Album von Abstract Rude und Tribe Unique angekündigt. Der Titel sollte Dear Abbey lauten.
2016 wirkte er neben Max Romeo beim Stück Judgement auf dem Album Dubcatcher 2 von DJ Vadim mit.

## Stil
Abstract Rude zeichnet sich vor allem durch seine tiefe Stimme aus, die er zusammen mit vielen Flow-Wechseln und melodischen Flows in seinen Liedern einsetzt. Teilweise greift er auch zu Gesang. Seine Texte sind thematisch sehr vielfältig und tiefgründig und reichen von Geschichten aus seinem Umfeld (Inside Your Eyes), Mystischen Erzählungen (Just Like Akira), Aussagen zur Politik (These Walls), Lobpreisungen der Kunst (A Coat of Paint) bis zu Kampfansagen gegen inhaltslose MCs (Stop Biting).

## Diskografie
- 2009: Rejuvenation
- 2004: These Walls EP mit Taktloss
- 2004: Making More Tracks
- 2004: Still Making Tracks
- 2004: P.A.I.N.T. (Instrumentals)
- 2003: Showtyme
- 2003: Coup D'Theatre (mit Aceyalone und Mykah-9)
- 2002: Making Tracks
- 2001: P.A.I.N.T.
- 2001: Code Name: Scorpion (mit Prevail und Moka Only)
- 2000: Who framed the A-Team? (mit Aceyalone)
- 2000: Cater to the DJ
- 1999: Haiku D’Etat (mit Aceyalone und Mykah-9)
- 1998: Thynk Taynk
- 1998: Mood Pieces
- 1997: Underground Fossils
- 1995: Project Blowed